# Référendum mahorais d'avril 1976
Le référendum mahorais d'avril 1976 a lieu à Mayotte le 11 avril 1976 afin de permettre à la population de se prononcer sur le maintien ou l'abandon de son statut de territoire d'outre-mer de la République francaise.
La population rejette le maintien du statut de territoire à une large majorité — 97,46 % des suffrages — pour une participation de 80,26 %, les Mahorais étant alors désireux d'une départementalisation. Un statut de collectivité territoriale est par conséquent mis en place, jusqu'au référendum organisé en 2000.

## Contexte
L’Assemblée nationale française adopte le 31 décembre 1975 une loi permettant l’indépendance des Comores sans Mayotte. Un référendum est organisé en février 1976 afin de déterminer si les résidents du territoire souhaitent faire partie des Comores ou se maintenir au sein de la France. Ce second choix ayant été approuvé à une très large majorité, un second référendum portant sur la nature du statut de l'île est organisé comme prévu dans les deux mois ,. 
La population a le choix entre deux options :
- « Je souhaite que Mayotte conserve son statut de territoire d'outre-mer. »
- « Je souhaite que Mayotte abandonne son statut de territoire d'outre-mer. »

## Résultats
| Choix                     | Votes  | %     |
| ------------------------- | ------ | ----- |
| Conserver le statut       | 90     | 2,54  |
| Abandonner le statut      | 3 457  | 97,46 |
|                           |        |       |
| Votes valides             | 3 547  | 20,40 |
| Votes blancs et invalides | 13 837 | 79,60 |
| Total                     | 17 384 | 100   |
| Abstention                | 4 275  | 19,74 |
| Inscrits/Participation    | 21 659 | 80,26 |

|                  |  | Abandon du statut (97,46 %) |
| ▲                |  |                             |
| Majorité absolue |  |                             |

## Suites
La population rejette à large majorité la conservation de son statut de collectivité territoriale, souhaitant devenir un département à part entière. L'inscription de ce choix sur leurs bulletins de vote conduit ainsi à un large nombre de votes nuls, représentant près de 80 % des votants.
Un statut particulier de collectivité territoriale est mis en place à titre provisoire par la loi n° 76-1212 du 24 décembre 1976, avant qu'un nouveau référendum organisé en 2000 n’entérine un nouveau statut préalable à la départementalisation,.